# 孫韶

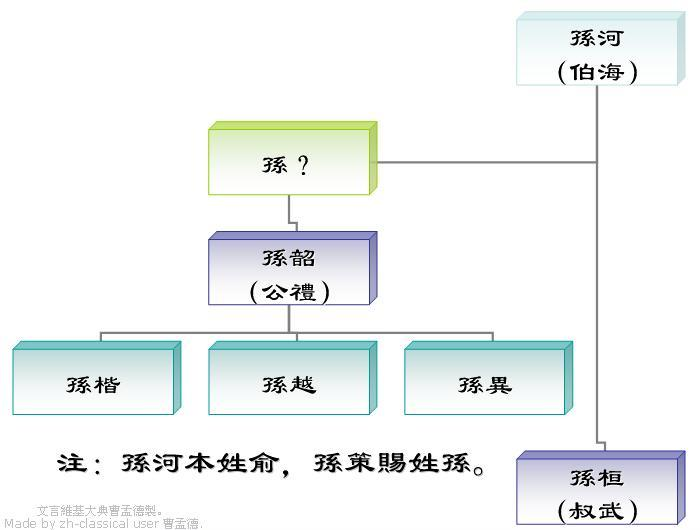
孙韶家庭树

孫韶（188年—241年），原姓為俞，字公禮，東漢吳郡富春人，其（表）伯父是孫河。

## 生平

### 入籍孫氏
本姓俞，受到孫策喜愛，被賜姓孫，入籍孫家宗室。建安九年（204年，當時孫韶17歲），孫河被殺，孫韶繼承了孫河的軍隊，後來成為將軍，鎮守吳國都城。當孫權聽到有亂事，自椒丘（今南昌市新建区北）經由丹楊回都，命令士兵作勢進攻，孫韶立即嚴陣以待，一聲令下，士兵立即箭如雨下。隔日孫權召見孫韶，封他為承烈校尉，可以使用曲阿、丹徒二縣的稅收，並且可以在該地自己任命官員。後來成為廣陵太守、偏將軍。

### 朝成暮遍
黄初元年（220年，孫權封吳王），封為揚威將軍，封建德侯。黃武四年（225年）10月，與部下高壽大敗曹丕的軍隊，差點活捉曹丕。黄武八年（229年，孫權稱帝）封為镇北將軍。他鎮守邊疆十餘年，擅長訓練士兵，並獲得這些兵士的效命。常常以把偵查邊疆與敵人的情報當作是很重要的事情，來作為軍事上的準備，所以很少打敗仗。
自從孫權與劉備於221年爆發夷陵之戰而遷都武昌之後，孫韶有十數年沒有見到孫權。直到黃龍元年（229年）孫權遷都回建業之後，孫韶才有與孫權見面的機會。孫權當面問他青州與徐州各個軍事據點與駐軍的數量，以及魏軍將帥的姓名，他都一一回答，對答如流。他身長八尺，儀貌都雅。孫權很高興的說：“吾久不見公禮，不圖進益乃爾。”加封為幽州牧，假節。
嘉禾三年（234年）5月的第四次合肥之戰，孫韶與張承負責進攻廣陵與淮陰一帶，7月撤退。赤烏四年（241年）逝世。

## 子
有子孫楷、孫越、孫異、孫奕、孫恢。

## 藝術形象

### 《三國演義》
於第七回被提及，為俞氏過繼之子。
之後在第八十六回登場，被描述為「年幼負氣，極有膽勇」。曹丕224年伐吳時，執意向徐盛要求以三千精兵與曹丕決一死戰而不被採納，然而孫韶屢次上言致使徐盛怒得下令處斬，但在孫權路過下被赦免，不過因孫韶的固執下被孫權趕出去，還是以三千精兵潛襲，徐盛為保孫權尊嚴而命令丁奉授計以三千士兵接應。之後孫韶追擊敗退的曹丕並折損大半魏軍，最後與丁奉一同掠奪戰利品。

## 資料來源
- 《三國志》卷五十一 吳書六　宗室傳
- 《資治通鑑》卷七十  卷七十二

## 延伸阅读
[在维基数据编辑]
 《三國志·卷51》，出自陳壽《三國志》